# June (förnamn)

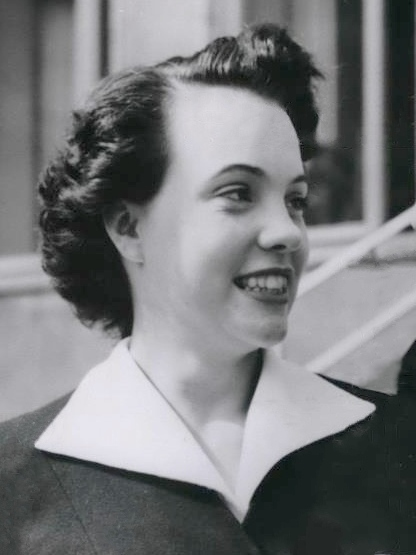
June Foulds, 1951.

June är ett könsneutralt förnamn.

## Personer med förnamnet June (urval)

### Kvinnor
- June Allyson (1917–2006), amerikansk skådespelare, dansare och sångerska
- June Beebe (1913–2003), amerikansk golfspelare
- June Brown (1927–2022), brittisk skådespelare
- June Carlsson (1945–2015), svensk journalist
- June Carter Cash (1929–2003), amerikansk countryartist
- June Croft (född 1963), brittisk simmare
- June Foray (1917–2017), amerikansk röstskådespelare
- June Foulds (1934–2020), brittisk löpare
- June Gable  (född 1945), amerikansk skådespelare
- June Haver  (1926–2005), amerikansk skådespelare
- June Lang (1917–2005), amerikansk skådespelare
- June Lockhart (född 1925)), amerikansk skådespelare
- June Pedersen (född 1985), norsk fotbollsspelare
- June Pointer (1953–2006), amerikansk sångerska
- June Richmond (1915–1962), amerikansk jazzsångerska
- June Squibb (född 1929), amerikansk skådespelare

### Män
- Nam June Paik (1932–2006), koreansk-amerikansk konstnär